# Viticoltura in Svezia

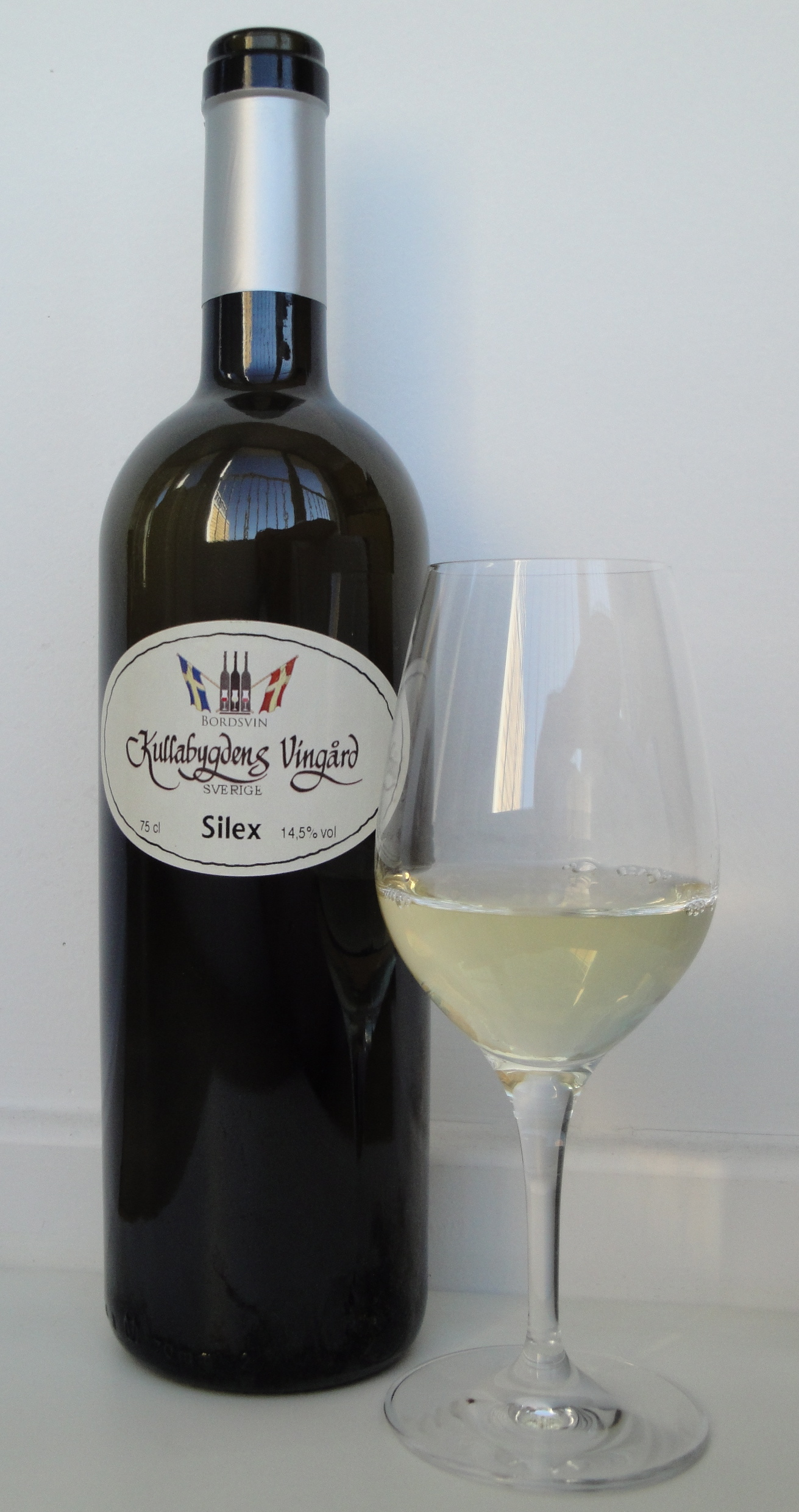
Un vino svedese della regione della Scania

La viticoltura in Svezia è un settore che ha visto un'espansione notevole negli ultimi decenni grazie ai cambiamenti climatici che stanno spingendo la produzione vinicola sempre più a nord e alla crescente attenzione verso pratiche sostenibili e innovative. Sebbene la Svezia non fosse storicamente conosciuta come una regione vinicola, il riscaldamento globale ha portato a un'esplosione della viticoltura trasformando il paese in una realtà emergente nel panorama vitivinicolo europeo.

## Storia
La viticoltura in Svezia ha origini che risalgono al periodo medievale, ma la sua evoluzione è stata lenta. Fino al XIX secolo la produzione vinicola in Svezia era limitata principalmente alle regioni più meridionali dove il clima era meno rigido. Tuttavia, il freddo lungo inverno e la brevità dell'estate rendevano la viticoltura in larga parte non competitiva rispetto ad altre nazioni vinicole. A partire dagli anni '90, grazie alla crescente consapevolezza dei cambiamenti climatici e alla sperimentazione con vitigni più resistenti, la viticoltura ha cominciato a guadagnare terreno. Negli ultimi vent'anni il riscaldamento globale ha reso possibile la coltivazione della vite in aree che un tempo erano impensabili, stimolando una fioritura del settore e l'avvio di numerose iniziative imprenditoriali nella produzione di vino. Questo sviluppo è stato accompagnato dall'introduzione di vitigni adatti al clima svedese, come le varietà PIWI che si sono adattate alle condizioni più fredde e umide, consentendo di produrre vini di qualità sempre crescente.

## Clima
Il clima in Svezia ha sempre rappresentato una sfida per la viticoltura. La Svezia è infatti nota per i suoi inverni rigidi e le estati brevi, condizioni che normalmente non sono favorevoli alla crescita delle viti. Tuttavia, il riscaldamento globale ha apportato modifiche significative con un aumento delle temperature medie annuali e un prolungamento della stagione di crescita. Questo ha consentito la coltivazione di vitigni che, in passato, non sarebbero riusciti a maturare. La luce solare durante l'estate, che è abbondante nelle regioni settentrionali, favorisce la maturazione delle uve con alcune aree che beneficiano di un clima simile a quello della Germania meridionale e della Francia settentrionale. La Svezia ha quindi sviluppato una viticoltura più settentrionale che si estende in particolare nelle aree della Scania e della Blechingia che sono caratterizzate da un microclima relativamente temperato. Nonostante ciò, i produttori devono fare i conti con la variabilità climatica e gli sbalzi di temperatura che possono compromettere la qualità delle uve.

## Regioni vitivinicole
Le principali regioni vitivinicole della Svezia si trovano principalmente nel sud del paese dove il clima è meno rigido. La regione della Scania, situata nel sud della Svezia, è la più importante e produttiva non solo per la sua esposizione al sole, ma anche per la sua vicinanza al mare che mitiga le temperature invernali. Altre regioni emergenti includono Västergötland, dove diverse nuove iniziative di viticoltura stanno guadagnando popolarità, e la zona di Östergötland, che sta attirando sempre più attenzione per la sua particolare esposizione ai venti e alla luce. La Blechingia e la Scania sono altre aree che hanno visto la crescita della viticoltura grazie alla loro posizione favorevole che consente una buona esposizione al sole. Le viti vengono coltivate in valli protette e nelle zone più riparate dove i vigneti godono di una buona protezione contro i venti freddi provenienti da nord.

## Vitigni
La scelta dei vitigni in Svezia è stata influenzata dal clima rigido che rende necessarie varietà più resistenti alle basse temperature e alle malattie. Le varietà PIWI, sviluppate per resistere a condizioni difficili, sono tra le più diffuse. Tra i vitigni più comuni troviamo il Solaris, un vitigno bianco che produce vini freschi e aromatici dal profilo fruttato e floreale e con una buona acidità. Un altro vitigno importante è il Rondo, un vitigno rosso che produce vini intensi e fruttati con tannini morbidi e note di frutta scura. Il Regent è un altro vitigno rosso resistente al freddo che offre vini dal corpo pieno e una struttura complessa. Queste varietà sono adattate per crescere nelle condizioni svedesi grazie alla loro resistenza al gelo e alla capacità di maturare velocemente durante le brevi estati. La ricerca sui vitigni adatti continua a evolversi con nuovi esperimenti e incroci destinati a migliorare ulteriormente la qualità dei vini svedesi.

## Vini
La produzione vinicola svedese ha cominciato a guadagnare riconoscimento soprattutto per i vini bianchi che si distinguono per una freschezza vivace e un'acidità ben bilanciata grazie alle varietà come il Solaris. Questi vini, spesso caratterizzati da un bouquet di frutti tropicali e fiori, sono ideali per accompagnare piatti a base di pesce e cucina leggera. I vini rossi, ottenuti da vitigni come il Rondo e il Regent, sono corposi e ricchi di tannini morbidi con un profilo che richiama la frutta scura e le spezie. Inoltre, la produzione di vini spumanti sta guadagnando sempre più popolarità grazie alla crescente qualità delle uve e alla continua sperimentazione di metodi di vinificazione. Sebbene la produzione vinicola svedese sia ancora limitata, i produttori stanno ottenendo risultati interessanti, con vini che iniziano a essere riconosciuti a livello internazionale.

## Normative
La viticoltura in Svezia è regolamentata da normative che mirano a garantire una gestione sostenibile e una qualità costante della produzione. I vigneti devono rispettare rigide leggi ambientali che impongono l'uso ridotto di pesticidi e la protezione del suolo. La Svezia ha aderito al movimento delle varietà PIWI, che sono resistenti alle malattie e al gelo, riducendo così la necessità di interventi chimici. Inoltre, le normative sulle etichette dei vini svedesi seguono gli standard europei prevedendo l'indicazione dell'origine delle uve e delle varietà utilizzate. Sebbene il settore sia ancora giovane, le pratiche agricole sostenibili stanno diventando sempre più una priorità per i produttori svedesi che puntano a una viticoltura rispettosa dell'ambiente e al miglioramento costante della qualità dei loro prodotti.